# Rubia mandersii
Rubia mandersii är en måreväxtart som beskrevs av Collett och William Botting Hemsley. Rubia mandersii ingår i släktet krappar, och familjen måreväxter. Inga underarter finns listade i Catalogue of Life.